# 光果婆婆纳尖果亚种
光果婆婆纳尖果亚种（学名：Veronica rockii sp. stenocarpa）为車前草科婆婆纳属下的一个亚种。